# Teheran-Abd-al-Azim-Eisenbahn

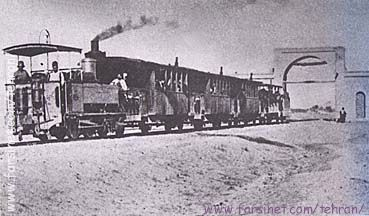
Schmalspurbahn Teheran – Abd-al-Azim

Die 1888 in Betrieb genommene Schmalspurbahn Teheran – Abd-al-Azim in Rey ist die erste Eisenbahnstrecke Irans. Zunächst als Pferde-Eisenbahn geplant, wurde sie als Decauville-Bahn mit Dampflokomotiven betrieben. Der Bahnbetrieb wurde 1962 eingestellt. Heute verbindet eine U-Bahn Teheran mit Rey.

## 1861 – Planungen – Pferdebahn

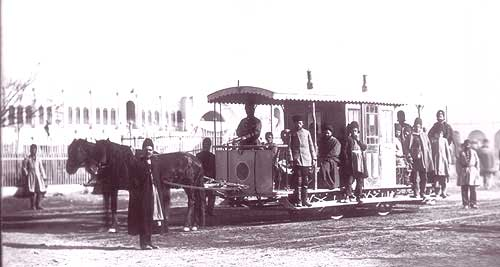
Erste Pferdebahn in Teheran, ca. 1880

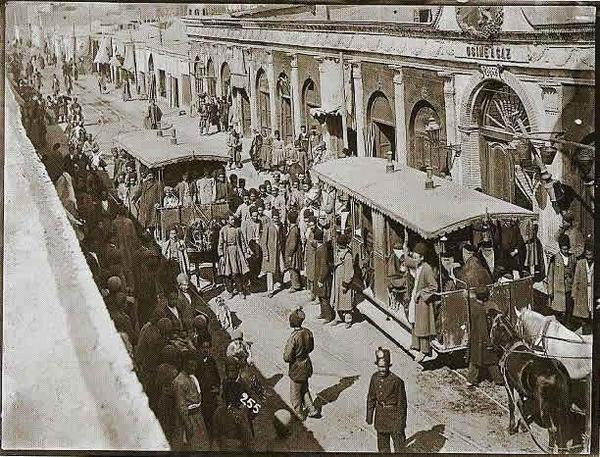
Pferdebahnhaltestelle in Teheran, ca. 1890

Im Januar 1859 reiste eine persische Delegation im Auftrag von Naser al-Din Schah nach Wien, um einen Konsularvertrag zwischen Teheran und Wien zu schließen, und um talentierte Handwerker und Ingenieure für die Industrialisierung Persiens zu gewinnen. Premierminister Amir Kabir hatte ein Reform- und Industrialisierungsprogramm begonnen und „Dar-ol Fonun“, die erste technische Hochschule nach westlichem Vorbild, gegründet. Der k.u.k. Eisenbahningenieur Albert Joseph Gasteiger Freiherr von Ravenstein und Kobach wurde angesprochen und nahm begeistert den Auftrag an, in Persien eine Eisenbahn zu bauen. Er erlernte am Polytechnischen Institut in Wien in nur 6 Monaten „die Fertigkeit im Sprechen, sowie Lesen und Übersetzen leichter persischer Schriftstücke“. Gasteiger reiste am 17. Juli 1860 aus Wien ab und erreichte am 30. September Teheran.
Dort angekommen erkannte er bald, dass Persien ein zerrütteter Staat war, der völlig am Boden lag. In Europa glaubte man damals, Persien sei „ein Land aus Tausendundeiner Nacht“. Die Kadscharen-Herrscher hatten offensichtlich kein Interesse daran, das Land zu entwickeln; sie dachten stattdessen nur an die Vermehrung ihres Vermögens. Die meisten Beamten waren korrupt; die meisten Offiziere des Heeres bereicherten sich schamlos an den ihnen anvertrauten Soldaten, so dass diese auch als Hilfsarbeiter arbeiten oder betteln mussten, um genug zum Leben zu haben. Das fast völlige Fehlen eines geordneten Rechnungswesens trug ebenfalls zur Zerrüttung der persischen Staatsfinanzen bei.
Im Februar 1861 begann Gasteiger mit den Vermessungsarbeiten für eine Pferdebahn von Teheran zu der neun Kilometer entfernten Moschee Abd-al-Azim in Rey, einem viel besuchten Wallfahrtsort. Er kalkulierte die Kosten für den Bau der Bahn auf 18.000 Toman und die Bauzeit bei einem Einsatz von 1.000 Mann auf drei Monate. Was dann geschah, hatte Gasteiger nicht erwartet: „Ein hoher persischer Beamter schlug die Hände über dem Kopf zusammen und meinte, dass er sich unzweifelhaft verrechnet habe, und dass die Kosten 30.000 Toman betragen müssten, widrigenfalls man es vorzöge, die ganze Sache aufzugeben.“. Gasteiger blieb standhaft bei seiner Kalkulation und weigerte sich, die Schmiergelder für den Hofbeamten in seine Berechnungen einzubeziehen. Das Eisenbahnprojekt blieb 25 Jahre lang liegen.

## 1886 – Konzession und Bau der Bahn

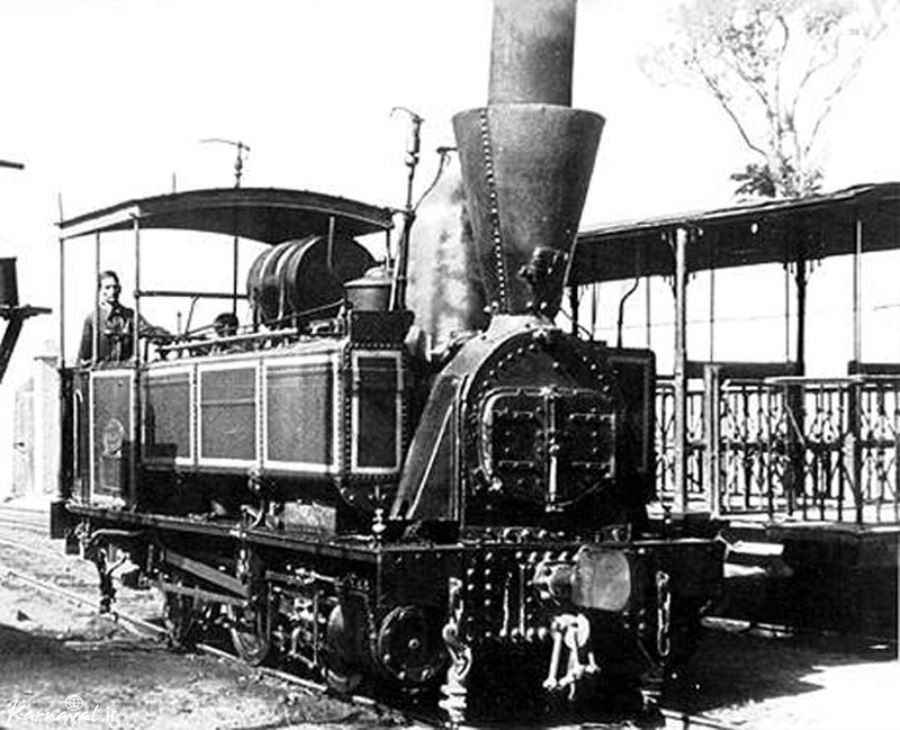
Die erste dampfbetriebene Lokomotive der Schmalspurbahn von Teheran nach Abd-al-Azim – in Dienst

Im Dezember 1886 diente man das Projekt dem französischen Ingenieur Fabius Boital an, der zunächst einmal einen Konzessionsvertrag über den Bau und Betrieb einer dampfgetriebenen Decauville-Schmalspurbahn mit Naser al-Din Schah abschloss. Am Hofe des Schahs war man inzwischen zur Überzeugung gekommen, dass es viel bequemer sei, statt Industrie und Wirtschaft selbst zu entwickeln, Konzessionsverträge mit ausländischen Firmen abzuschließen und sich auf das Kassieren von Konzessionseinnahmen zu konzentrieren. Boital machte die Konzession, die das Recht für den Bau und Betrieb für Eisenbahnen in ganz Persien für 99 Jahre umfasste, zu Geld und verkaufte sie an den belgischen Unternehmer Edouard Otlet, dessen Sohn Paul Otlet als Begründer der modernen Informationswissenschaft bekannt wurde. Edouard Otlet gründete am 17. Mai 1887 mit einem Grundkapital von 2 Millionen Franc die Société Anonyme des Chemins de Fer et Tramways en Perse.
Edouard Otlet hatte in ganz Europa mit dem Bau und Betrieb privater Eisenbahnen begonnen. So erhielt er am 20. Mai 1876 von König Ludwig II. von Bayern den Auftrag, in München eine Pferde-Eisenbahn zu errichten. 1878  gründet Otlet hierfür die belgische Sociéte Anonyme des Tramways de Munich. Erst nach langem Hin und Her entschied sich der Münchner Magistrat für die Bewerbung Otlets und erteilte ihm eine Konzession auf 30 Jahre. Für die Benützung städtischen Straßengrundes hatte der Belgier 1 % seiner Brutto-Einnahmen an die Stadtgemeinde abzuführen. Nach einem Streit mit dem Münchner Stadtrat wurde Otlet allerdings noch im selben Jahr gezwungen, seine Firma an die deutsche „Münchener Trambahn-Aktiengesellschaft“ (MTAG) zu verkaufen, aus der dann später die städtischen Münchner Verkehrsbetriebe hervorgingen.

## 1888 – Bahnbetrieb
In Persien hatte sich Otlet hohe Gewinne versprochen. Da jährlich etwa 300.000 Pilger die Moschee von Abd-al-Azim besuchten, schien es naheliegend mit dem Bau dieser Strecke zu beginnen. Man wählte eine Spurweite von 800 mm und legte eine einspurige Strecke vom Teheraner Bazar bis in die Nähe der Moschee von Abd-al-Azim. In Teheran baute man einen kleinen Bahnhof mit drei Warteräumen, je einen Warteraum für Männer und Frauen mit einer Halle dazwischen für den Schah. Am 31. Mai 1888 war die Linie fertiggestellt und im Juli 1888 wurde der Bahnbetrieb aufgenommen. Das Bahnpersonal bestand aus 5 europäischen und 60 persischen Angestellten.
Die Einheimischen nannten die Eisenbahn maschin dudi (Rauchmaschine) und den Bahnhof gar nach dem Französischen gare. Statt die Bahn zu benutzen, zogen es die Pilger allerdings vor, die 9 Kilometer von Teheran nach Abd-al-Azim wie bisher zu Fuß zu gehen, so dass das ganze Unternehmen zu einem finanziellen Desaster wurde. Die belgischen Geschäftsführer beschwerten sich bei Naser al-Din Schah und überredeten ihn, zusammen mit hohen Hofbeamten und Militärs demonstrativ mit der Bahn zu fahren. Er willigte ein, da er schließlich über die Konzession an den Einnahmen der Bahn beteiligt war.
Die Werbetour Naser al-Din Schahs war zunächst ein voller Erfolg und die Bahn fand endlich den von den Investoren erwarteten Zuspruch. Doch schon bald sollten einige Unfälle von Pilgern und ein durch die Bahn zu Tode gekommener Mullah den Zorn der Geistlichkeit hervorrufen. Die Bahn wurde als „satanisch“ verunglimpft und ihre Benutzung verteufelt.
Für die Belgier zahlte sich die Investition nicht aus und man verzichtete auf den Bau weiterer Linien. Erst mit Reza Schah wurde der Bau neuer Eisenbahnlinien wieder aufgenommen. Die in seiner Regentschaft erbaute Trans-Iranische Eisenbahn brachte den Durchbruch für ein schienengebundenes Transportsystem im Iran.
Ab 1901 verkehrte die Bahn von Teheran nach Abd-al-Azim nicht mehr nach einem regelmäßigen Fahrplan. 1962 wurde der Bahnbetrieb dann endgültig eingestellt.